# 2543 Machado
2543 Machado (1980 LJ) là một tiểu hành tinh vành đai chính được phát hiện ngày 1 tháng 6 năm 1980 bởi H. Debehogne ở La Silla.